# Leonardo Torres y Quevedo
Leonardo Torres y Quevedo (ur. 28 grudnia 1852 w Santa Cruz de Iguña w Kantabrii, zm. 18 grudnia 1936 w Madrycie) – hiszpański inżynier, matematyk i wynalazca.

## Życiorys
Studiował w Bilbao (dyplom 1868), Paryżu i Madrycie (Politechnika, dyplom 1876). W roku 1877 ożenił się, miał ośmioro dzieci. W roku 1910 został prezesem Królewskiej Akademii Nauk Ścisłych w Madrycie.

## Dorobek
- Pisał dzieła matematyczne i - wedle dzisiejszej terminologii - informatyczne (1893: "Memoria sobre las Máquinas Algébricas", 1895: "Memoria Sur les machines algébraiques", 1900: "Memoria Machines á calculer", 1914: "Ensayos sobre automática",
- zaprojektował kolejkę linową w Niagara Falls (Ontario),

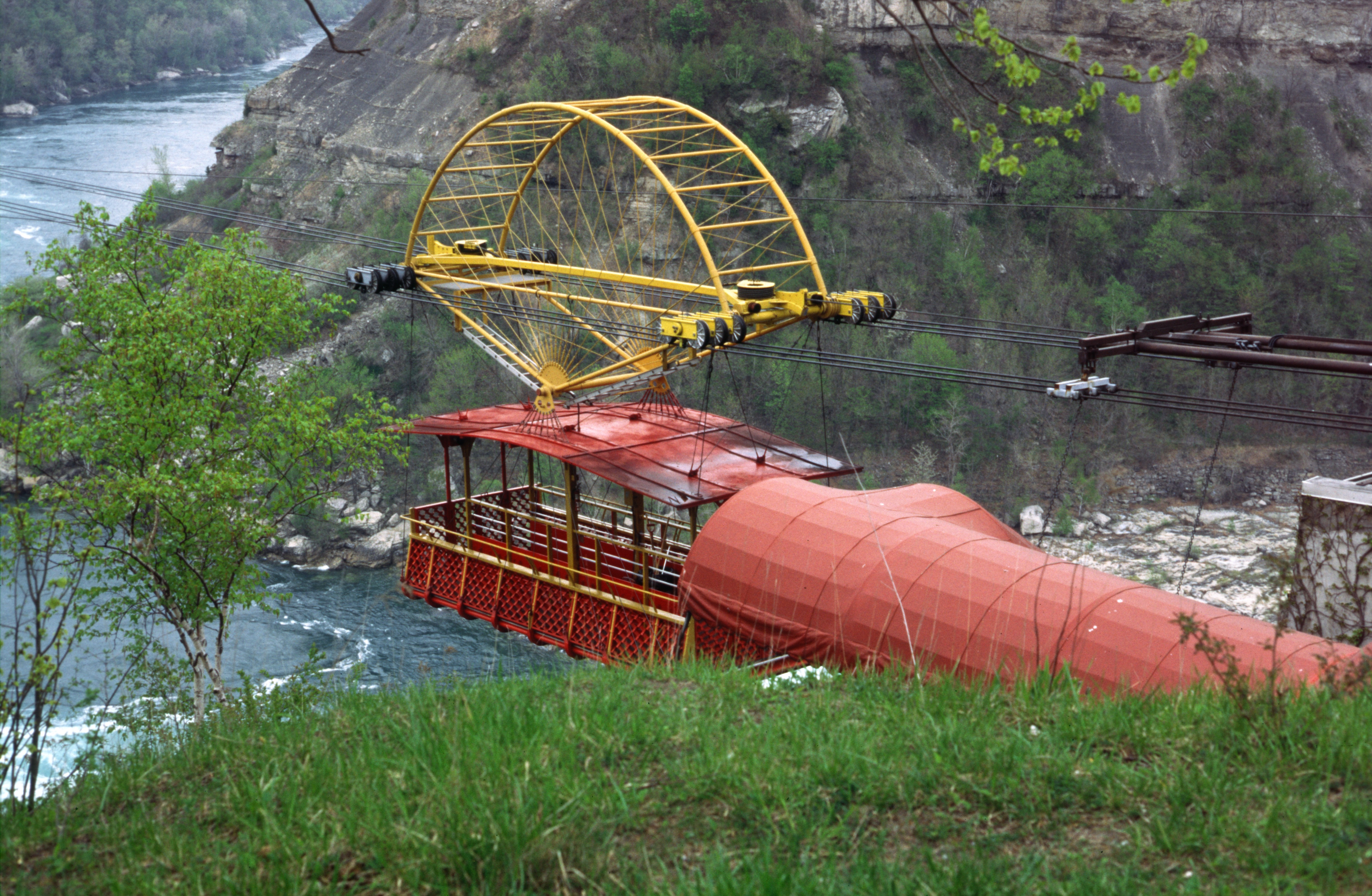
Kolejka linowa w Niagara Falls (Ontario).

- był pionierem zdalnego sterowania maszyn drogą radiową (system Telekino, 1903, zastosowanie tego systemu do zdalnego sterowania łodzią 1905),
- skonstruował i zbudował kilka statków powietrznych (1905: pierwszy hiszpański sterowiec, 1911 początek wytwarzania komercyjnego sterowców Astra-Torres),
- zbudował kilka mechanicznych analogowych maszyn liczących (np. do znajdowania miejsc zerowych wielomianów do 9. stopnia; inna do rozwiązywania równań trygonometrycznych); automaty do gry w szachy (1912: Ajedrecista do rozgrywania końcówek, 1920 udoskonalenie; 1920: "Aritmómetro Electromecánico" )[1].